# マルク・ペドラサ
マルク・ペドラサ・サルト（Marc Pedraza Sarto , 1987年2月6日 - ）は、スペイン・カタルーニャ州バルセロナ県バルセロナ出身の元サッカー選手。現役時代のポジションはMF。

## クラブ経歴
幼少期からFCバルセロナの下部組織「ラ・マシア」に所属し、2002年にはライバルチームのRCDエスパニョールのカンテラに加入。2003年に早くもBチームに昇格。2007-08シーズンはシーズン途中よりデポルティーボ・アラベスにローン移籍でプレー。2009-10シーズン途中までBチームでプレーし、2010年1月2日のバレンシアCF戦で、念願のラ・リーガデビュー。しかし、トップチームでの出場は、この1試合のみにとどまった。
2010年夏に出身機会を求めてCEルスピタレートに移籍。以降2013年からCDヌマンシアで4年間プレーし、2017年にRCDマヨルカに移籍。加入後は2017-18シーズンをセグンダ・ディビシオンBで闘っていたチームを、2シーズンでラ・リーガに復帰する原動力となり、2012-13シーズン以来のトップリーグ復帰を貢献した。
2020年8月12日、FCアンドラへ移籍。
2022年7月、ルスピタレートに復帰。

## 人物
- 父のアンヘル・ペドラサも元サッカー選手で、FCバルセロナやRCDマヨルカでプレーした経験を持つ。
- FCバルセロナの下部組織時代にリオネル・メッシと共に練習した経験を持つ。その時の経験から、RCDマヨルカに在籍中の2019-20シーズンに、同チームのチームメイトの久保建英について、ペドラサは「久保はメッシに似ている」と絶賛しているという[2][3][4]。